# Gózd (Radom)
Pour les articles homonymes, voir Gózd.
Gózd (prononciation : [ɡust]) est un village polonais de la gmina de Gózd dans le powiat de Radom de la voïvodie de Mazovie dans le centre-est de la Pologne.
Le village est le siège administratif (chef-lieu) de la gmina appelée gmina de Gózd.
Il se situe à environ 19 kilomètres à l'est de Radom (siège de le powiat) et à 99 kilomètres au sud de Varsovie (capitale de la Pologne).
Le village compte approximativement une population de 800 habitants.

## Histoire
De 1975 à 1998, le village appartenait administrativement à la voïvodie de Radom.